# Râul La Moara de Vânt
Râul La Moara de Vânt este un curs de apă, afluent al râului Miletin. 